# Меч призначення (збірка творів)
«Відьмак. Меч призначення» (пол. Miecz przeznaczenia) — друга збірка фентезійних оповідань про відьмака Ґеральта, написаних польським письменником Анджеєм Сапковським. Була видана у Польщі 1992 року видавництвом «SuperNOWA». Її попередницею є збірка «Останнє бажання».

## Опис
Це другий твір з циклу «Відьмак» як за хронологією, так і за часом написання. У цій частині Ґеральт вперше зустрічає Цірі і знаходить своє призначення.

## Оповідання збірки
- Межа можливого (пол. Granica możliwości)
- Уламок льоду (пол. Okruch lodu)
- Вічний вогонь (пол. Wieczny ogień)
- Трохи жертовності (пол. Trochę poświęcenia)
- Меч Призначення (пол. Miecz przeznaczenia)
- Дещо більше (пол. Coś więcej)

## Переклади українською
- Анджей Сапковський. Відьмак. Меч призначення (Книга 2). Переклад з пол.: Сергій Легеза. Харків: Клуб сімейного дозвілля, 2016. - 368 с. ISBN 978-617-12-0498-0